# Kázání svatého Marka v Alexandrii
Kázání sv. Marka v Alexandrii (The Preaching of Saint Mark in Alexandria) je obraz, jehož autorem je údajně Gentile Bellini (1429–1507).
Gentile a Giovanni Bellini byli synové italského malíře Jacopa Bellini (okolo 1400, Benátky – 1470, Benátky). Gentile vedl dílnu svého otce a od roku 1466 se stal oficiálním malířem města Benátek. V roce 1469 byl jmenován falckrabětem a v letech 1479 až 1481 jej Benátky vyslali na diplomatickou misi do Konstantinopole. Po své smrti zanechal Gentile svému mladšímu bratrovi Giovannimu v závěti dva náčrtníky jejich otce. V náčrtníku byl i požadavek na dokončení obrazu Kázání sv. Marka v Alexandrii. Obraz byl původně určen pro Scuolu di S. Marco. Jeho námět není obvyklý, vyprávění ze života patrona není součástí světcovy legendy. Malíř zobrazil kázání světce na náměstí a využil této příležitosti k vykreslení mnoha postav v naslouchajícím davu Benátčanů a Orientálců. Celý výjev není koncipován podle historických kulis, ale podle malířovy představy o životě v Orientu. Belliniho obraz se vyznačuje perfektní perspektivou, jemnými barvami a skvěle odstínovanými barevnými plochami. Jednotný styl obrazu, malířova schopnost ukázat příběh a nebýt popisný, jeho realismus a zároveň jakási bezstarostná lehkost diváka okamžitě zaujme. Bellini ve své tvorbě rozřešil koexistenci saturovaných barev a šíření světla a zároveň si přisvojil toskánský styl rané renesance, italský „naturalismus“. Nevadilo mu vypůjčit si leccos od svých mladších kolegů, Carpaccia (1455–1526) a Girorgioneho (1477–1510). Jeho chromatika předjímá tonální malbu a opírá se o propracované perspektivní prvky díla. Svému smyslu pro vyprávění podřazoval nekoherentní, preciozní, pochmurné nebo rozveselující detaily. Má nesporné zásluhy o vývoj benátských vedut a panoramatických obrazů.